# Namibe
Namibe é uma das 18 províncias de Angola, localizada no sul do país. A capital é a cidade de Moçâmedes, no município do mesmo nome.
Segundo as projeções populacionais de 2018, elaboradas pelo Instituto Nacional de Estatística, conta com uma população de 568 722 habitantes e área territorial de 57 091 km².
Os cinco municípios em que se subdivide a província são: Moçâmedes, Bibala, Virei, Camucuio e Tômbua.

## Etimologia
O nome "Namibe" vem da palavra "namib", um termo da língua nama, uma das línguas coissãs, e significa "lugar vasto e ermo" ou "área onde ali não há mais nada".
Antes de 1975 a província tinha o nome de "Moçâmedes" (até a década de 1950 com a grafia "Mossâmedes"), em homenagem ao Barão de Mossâmedes.

## História
A província do Namibe é a terra dos povos hereros, que habitam a região desde a grande migração banta, iniciada na primeira metade do primeiro milénio da era cristã. A formação dos hereros se deu pelo isolamento geográfico que permitiu a fragmentação etnolinguística banta. Anteriormente a região era de domínio dos povos coissãs.

### Colonização por exploração
O principal posto colonial português na província se fez na cidade de Moçâmedes, que até o século XV não registava presença europeia e se chamava "Chitoto Chobatua" (buraco dos passarinhos), uma aldeia de pescadores, pastores e caçadores que existia na baía do Namibe.
Em 1485, a aldeia de Chitoto Chobatua passou a chamar-se de "Mossungo - Bitoto", e; em 10 de julho de 1645 passou a chamar-se de "Angra dos Negros" (ou Enseada dos Negros), nome dado por Francisco de Souto-Maior, durante a reconquista de Angola, possivelmente em virtude do embarque de escravos feito naquela baía. Anteriormente, em uma expedição, em janeiro de 1486, chegaram a uma enorme baía, a baía de Porto Alexandre, onde encontraram duas grandes aldeias, a que denominaram de povoado de Angra das Duas Aldeias.
Por ordem do governador de Angola José de Almeida e Vasconcelos, Barão de Mossâmedes, constituiu-se em Benguela, no ano de 1785, uma junta de exploração dirigida pelo engenheiro-cartógrafo tenente-coronel Eusébio Pinheiro Furtado. O tenente-coronel Pinheiro Furtado encarregou o comerciante Gregório José Mendes de capitanear uma expedição exploratória por terra, enquanto ele comandava outra por mar. Gregório Mendes, com mil e trinta homens, completa a expedição em trinta e quatro dias, quando chega à Angra dos Negros no dia 3 de agosto de 1785, partindo em seguida para fazer o percurso de volta, pilhando as populações pastoris da região. Pinheiro Furtado permanece em Angra dos Negros, numa tentativa de restabelecer o povoado, batizando-o como "Baía de Mossâmedes" em homenagem ao Barão de Mossâmedes. A expedição de ambos constatou que a pequena colónia formada em 1645, embora recebesse com frequência esporádica visitas de comerciantes de escravos de Portugal, estava abandonada, mesmo fornecendo os atributos para seu povoamento.

### Colonização por povoamento

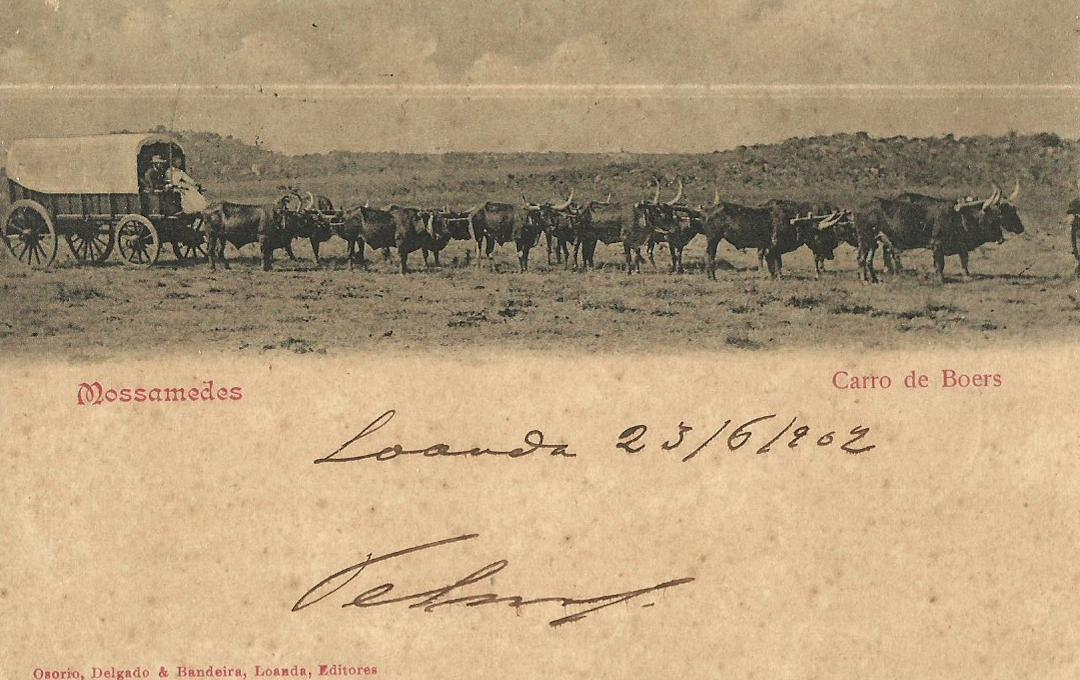
Caravana bôer cruzando o distrito rumo á Humpata, em 1902.

A efetiva expedição de povoamento iniciou-se em 24 de setembro de 1839, com a chegada do capitão Pedro Alexandrino da Cunha a um local de nome Curoca ou Angra das Duas Aldeias, que o capitão denominou de Porto do Pinda (posteriormente Porto Alexandre, atual Tômbua). A expedição do capitão Cunha fica 21 dias em Porto do Pinda, quando zarpa para a baía dos Tigres, onde chega em 1 de novembro de 1839, ficando ali somente dois dias, deixando o local e atracando, em 4 de novembro, na baía do Namibe.
Naquela baía o capitão Cunha encontra auxiliares do tenente João Francisco Garcia, que havia sido mandado com a missão de realizar estudos para edificações fortificadas naquela região.
Tenente Garcia foi quem iniciou as expedições ao interior do Namibe, quando partiu do povoado de Moçâmedes no dia 4 de setembro de 1839, com destino ao Forte-Presídio de Caconda, avançando pelas margens do rio Bero. No percurso convenceu o soba (rei tribal) Quiatória a ficar junto do povoado de Moçâmedes, para defender-se de seus inimigos.
Retornou para o povoado de Moçâmedes no dia 17 de novembro de 1839, encontrando-se com o capitão Cunha, que o aguardava em sua embarcação. Naquele povoado tem uma audiência com o soba Loquengo, a quem convence tornar-se súdito da Coroa Portuguesa, batizando-o com o nome de Giraul.
Em 6 de dezembro de 1839, Garcia e Cunha dirigiram-se para Benguela e depois para Luanda, para dar conta dos relatórios das expedições de reconhecimento da costa e do interior. A par do relatado, o governador-geral Manuel Eleutério Malheiro determinou, em fevereiro de 1840, que o tenente Garcia, com 26 soldados, seguisse novamente até o povoado de Moçâmedes para finalmente erguer uma fortificação.
Em 13 de agosto de 1840 tenente Garcia conseguiu firmar um pacto de amizade e de comércio com os sobas Mossungo e Giraúl, que governavam os hereros do litoral. O pacto permitiu que, em 12 de julho de 1841, a construção da Fortaleza de São Fernando do Namibe fosse efetivamente iniciada (só concluída em 1844) e; o tenente Garcia foi nomeado comandante da fortaleza, com o posto de major.
Na baía do Namibe foram criadas entre os anos de 1839 e 1845 oito feitorias e oito casas de negócio, que desenvolveram a sua atividade no âmbito comercial, industrial e agrícola. Tendo como base a fortaleza, algumas feitorias passaram a cultivar, nas margens do rio Bero, espécies hortícolas necessárias ao seu sustento e dos seus empregados; outros dedicaram-se à pesca, passando a exportar excedentes para Luanda e Benguela; outros dedicaram-se ao comércio com os nativos da região e do interior, trocando fazendas, missangas e bebidas alcoólicas (de origem europeia), por cera, marfim e couros, que por sua vez exportavam igualmente para os distritos de Luanda e Benguela.

### Fundação do distrito
A colonização definitiva das terras do sudoeste angolano viria ocorrer por causa de um episódio de violência e desentendimento entre brasileiros e luso-brasileiros que ficou conhecido como revolução Praieira, entre 1848 e 1849, na província de Pernambuco, no Império do Brasil. Em consequência do massacre contra os luso-brasileiros, estes solicitaram ajuda ao Reino de Portugal, que lhes forneceu duas embarcações e construiu infraestruturas no ainda modesto povoado de Moçâmedes, com vistas a formar uma robusta colónia agrícola-comercial, que viria satisfazer os objetivos do império colonial. A primeira das embarcações, o brigue Douro, chegou na baía do Namibe em 1 de agosto de 1849, seguido pela embarcação Tentativa Feliz, em 3 de agosto.
Na expectativa da instalação destes luso-brasileiros, já se havia criado, em 19 de abril de 1849, o distrito de Mossâmedes (precursor da atual província), com sede no povoado homónimo, com António Sérgio de Sousa como primeiro governador. No dia 4 de agosto de 1849 há a inauguração oficial do distrito de Mossâmedes, com o discurso dos representantes portugueses na presença das autoridades tradicionais, os sobas Mossungo e Giraúl. Os colonos foram instalados nos alojamentos temporários para os luso-brasileiros. Uma segunda leva de luso-brasileiros viria para Moçâmedes no ano seguinte.
Em 1854 os empreendimentos coloniais portugueses decidem marcar presença em Porto Alexandre (atual Tômbua e anteriormente Porto do Pinda), após tomar conhecimento da visita de um explorador britânico de nome James Edward Alexander, que decidiu pôr seu nome na aldeia dos hereros que havia naquela baía. O empreendimento português consistiu primeiramente em construir uma colónia militar, com a categoria de vila já em 1855, e; em 1860 trazer vários portugueses algarvios, experimentados na arte pesqueira, para formar a vila pesqueira de Porto Alexandre e a vila de São Martinho dos Tigres (abandonada em 1975).
A despeito dos dois primeiros anos da chegada dos colonos luso-brasileiros, em que uma severa seca destruiu as plantações e empreendimentos agrícolas, com o tempo o distrito passou a ser mais auto-suficiente, tanto que nas grandes reformas administrativas de 1857, 1861 e 1866 permanece com seu status político.

### De 1900 à década de 1960
Em 2 de setembro de 1901 foi criado, por desmembramento do distrito de Moçâmedes, o novo distrito da Huíla (precursor da atual província de mesmo nome), com sede no Lubango, sendo esta a segunda e maior perda territorial namibense. A primeira havia sido a faixa ao sul do rio Cunene para os britânicos, em função da Conferência de Berlim, que outrora eram virtualmente de posse portuguesa.
A primeira metade do século XX seria marcado por uma grande virada para a região, em virtude da preocupação portuguesa em cumprir o princípio da ocupação efetiva, delineado na Conferência de Berlim. Para tal, a nação empreendeu a construção do Caminho de Ferro de Moçâmedes, obra vital para o desenvolvimento de localidades interioranas, nos município de Bibala, Camucuio e Virei.

### Período das guerras
No início da Guerra de Independência de Angola, o MPLA e a UNITA, os dois únicos movimentos com capacidade de manter operações ao sul, não conseguiram tomar Moçâmedes dos portugueses, contentando-se em fazer pequenas incursões no interior. Esse panorama mudou quando o MPLA lançou a VI Região Militar, em 1970, de operações em terras namibenses, além de Huíla e Cunene. O movimento conseguiu controlar boa parte da província (tornou-se província em 1973).
Já na expectativa da proclamação de Independência de Angola, a Força de Defesa da África do Sul, apoiando a UNITA, lança a Operação Savana, onde invadem Caraculo, Bentiaba, Lucira, Moçâmedes e Tômbua, sem contudo dominar por inteiro as duas últimas. Com o apoio da SWAPO e das Forças Armadas de Cuba, o MPLA consegue expulsar os sul-africanos da província, denominando-a, em seguida, como Namibe.

## Geografia

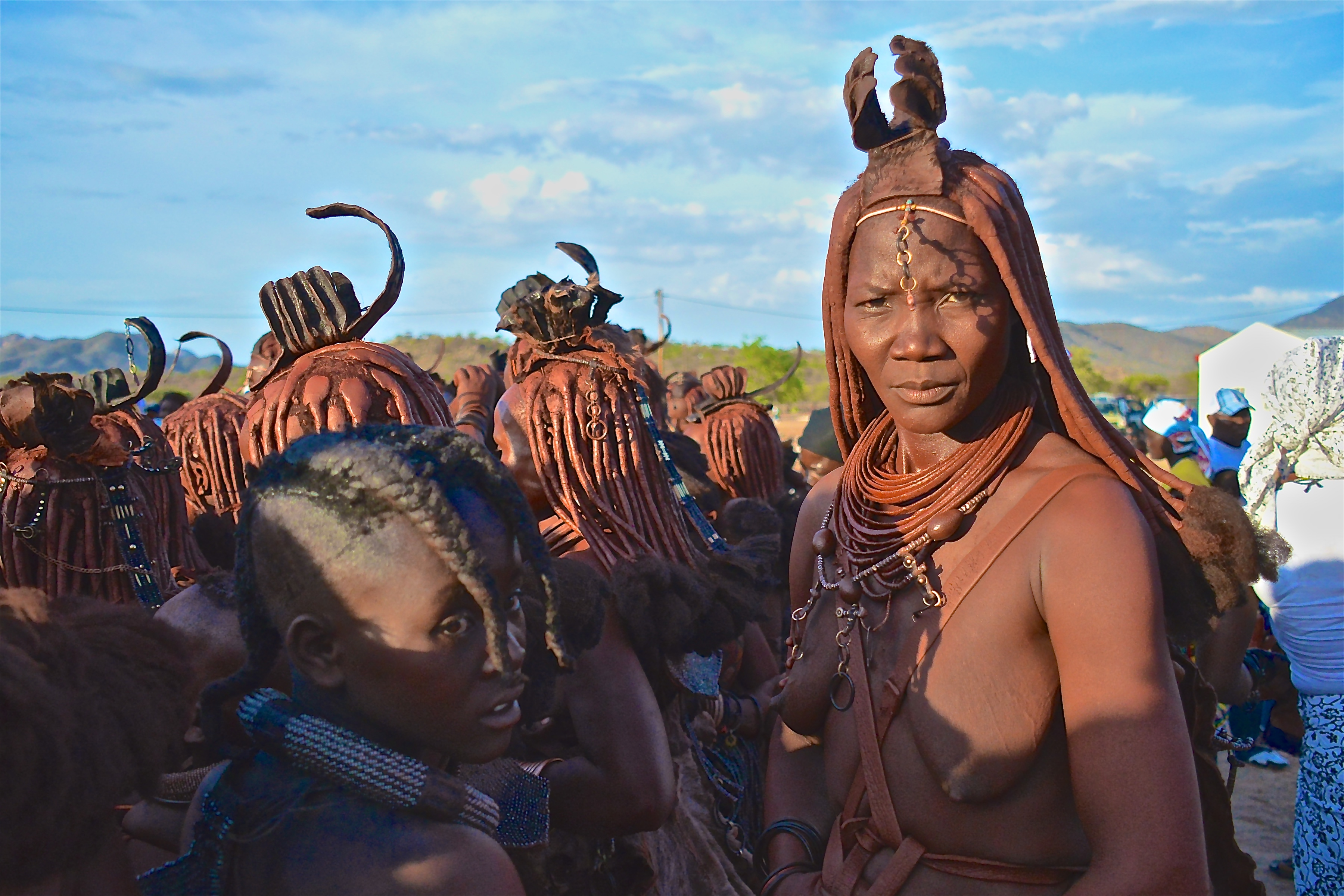
Mulheres da etnia himba, num cerimonial tradicional, na província do Namibe, em 2012.

A província do Namibe é limitada ao norte pela província de Benguela, ao leste pelas províncias de Huíla e Cunene, ao sul pela Namíbia e, ao oeste pelo Oceano Atlântico.

### Clima
A província do Namibe têm grande parte do seu território tomado por áreas de deserto, fato que influencia decisivamente no clima, que insere-se nas categorias de desértico quente (BWh) e semiárido quente (BSh), segundo a proposição da classificação climática de Köppen-Geiger.

### Demografia
A província do Namibe é escassamente habitada, principalmente na faixa sul, onde o Parque do Iona se sobrepõe como área de proteção ambiental. As principais etnias que habitam o território nambibense são os grupos hereros (mucubais e himbas) e pequenos grupos coissãs (cuisi e cuepe), que coexistem com luso-angolanos, ango-brasileiros, ovimbundos, ambundos, nhaneca-humbes e congos vivendo basicamente na zona da capital.

### Ecologia, flora e fauna
Domina o nordeste da paisagem da província a ecorregião das "florestas de miombo angolanas", com flora de savana de folha larga decídua úmida e floresta com domínio de miombo, além de pastagens abertas. No centro e sul da província predominam as "florestas de savana/escarpa da Namíbia", com a caracterisca desértica de matagal xérico influenciada pelo deserto do Namibe e pelo deserto de Moçâmedes, que tem como principal flora a welwitschia mirabilis. O litoral é dominado pelas "dunas arenosas do deserto de Caoco" (ou Kaokoveld), com imensas paisagens inóspitas de areia e montanhas rochosas. Faixas menores incluem as "florestas angolanas de mopane", junto à faixa sul da Serra da Chela, caracterizada por árvores de mopane de caule único e arbustos, e; o "mosaico de pastagens e florestas montanhosas angolanas", nos arredores da Serra da Neve e da Serra da Leba, com floresta afromontana, gramíneas e arbustos.

#### Patrimônio natural
No deserto da Namíbia pode ser vista a welwitschia mirabilis, planta símbolo da província, encontrada principalmente nos perímetros do Parque Nacional do Iona. Na região do Parque do Iona também encontram-se fósseis de tubarões, tartarugas, mosassauros, plesiossauros e saurópodes do cretáceo superior, além das pinturas rupestres de Chitundo-Hulu.

### Hidrografia
O rio que tem o maior volume de água da província é o Cunene, seguido pelo rio Giraul. Outros rios importantes são o Bero e o Curoca. Com exceção do Cunene, todos os demais são intermitentes.

### Relevo
A maior formação montanhosa totalmente namibense é a Serra da Neve, havendo na divisa com a província de Huíla as serras da Chela e da Leba. Há ainda o planalto de Moçâmedes que é a faixa de transição entre a cordilheira da Chela e o litoral.

#### Proteções litorâneas
Muitas proteções litorâneas importantes estão no litoral namibense, sendo as principais a baía de Porto Alexandre, a estreito dos Tigres, a baía das Luciras e a baía do Namibe, áreas vitais de pesca, de turismo e para o transporte marítimo. O estreito dos Tigres é inclusive a massa d'água que separa a ilha dos Tigres do continente.

## Economia

### Agropecuária e extrativismo

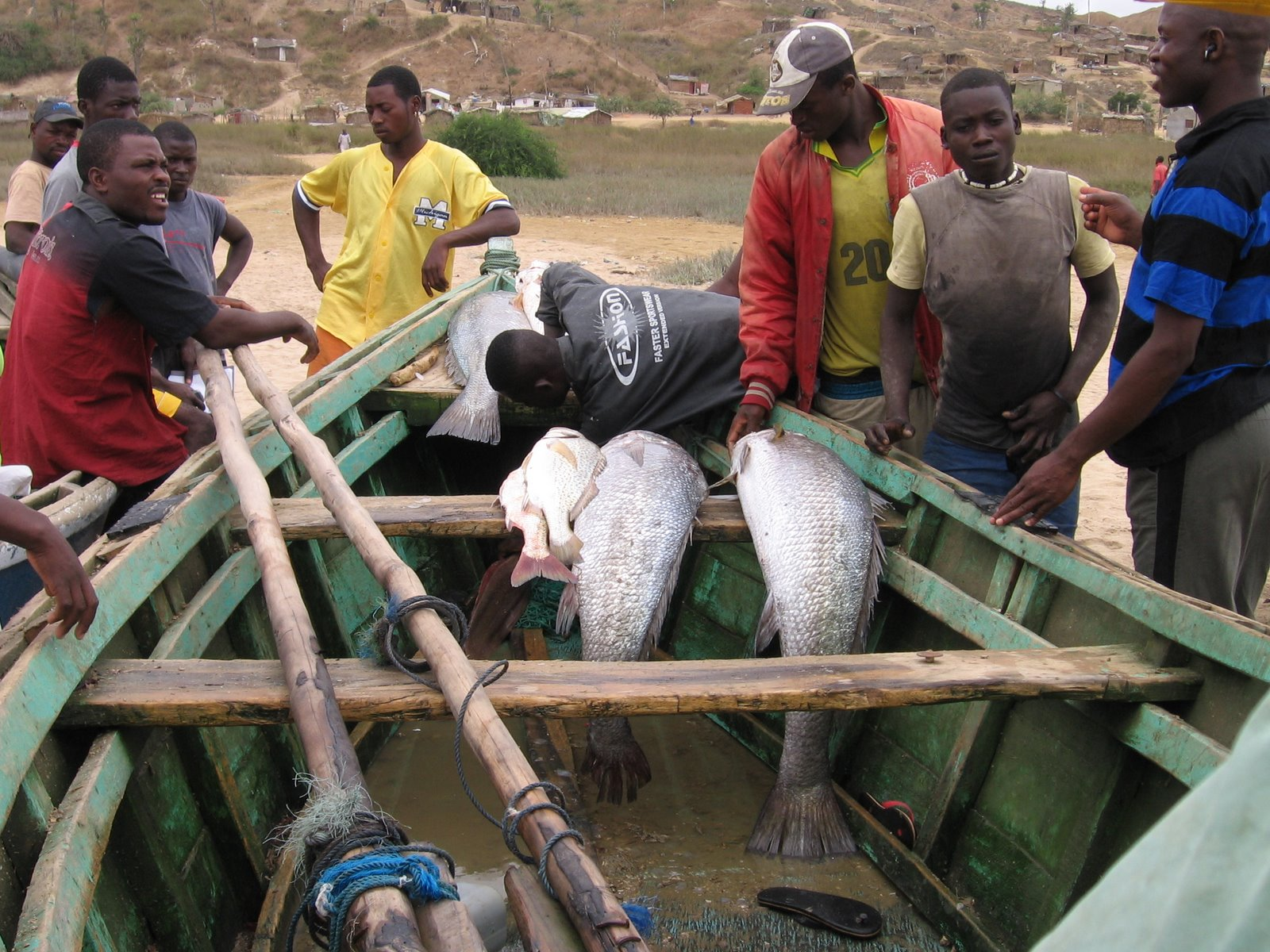
Pescadores namibenses, em 2011

Mesmo em condições climáticas tão extremas, a província do Namibe produz para subsistência e para excedente, em lavoura temporária, o milho, massambala e massango, feijão, batata rena, repolho, cebola, tomate e cenoura. Já nas lavouras permanentes, encontra-se registo de citrinos, oliveiras, videiras e goiabas.
A pesca artesanal é outro meio de sustento para o povo do Namibe, que encontra na cidade do Tômbua o maior centro piscatória do tipo da província e um dos maiores do país. A característica da província, com rios intermitentes, faz com que a pesca seja maioritariamente marítima.
Na criação de animais, para carne, leite e peles, existem consideráveis rebanhos de pecuária de ovinos caraculos e de caprinos. Há também criação de galináceos para carne e ovos.

### Indústria e mineração
O parque industrial provincial está concentrado nas áreas próximas da cidade de Moçâmedes, trabalhando com o beneficiamento agroindustrial de carnes, peles e derivados de leites, além do semi-beneficiamento de frutas, óleos e produtos da terra. Outros itens produzidos são bebidas, alimentos secos e estalagem de embarcações.
A extração mineral industrial encontra relevo nos seguintes minerais: ouro, cobre, manganês, cromo, estanho, lenhite e mármore.

### Comércio e serviços
Nó comércio, Namibe têm como principal referência a cidade de Moçâmedes, dado que é o grande porto da faixa sul da nação, servindo como um dos mais importantes centros atacadistas de Angola.
Nos serviços, Moçâmedes concentra atividades financeiras, educacionais, de saúde, administrativas e de entretenimento, enquanto que os outros centros de serviços, as cidades de Tômbua e Lucira, tem especialização para o subsetor turístico.
Outros serviços muito relevantes estão relacionados às atividades de logística, nomeadamente portuária e ferroviária.

## Infraestrutura
O Namibe dispõe de algumas infraestruturas de transporte que servem para conectá-la ao restante da nação, sendo que as mais utilizadas são as rodovias, que concentram-se em dois troncos principais: a rodovia EN-100, de sentido norte-sul, ligando o Namibe à província de Benguela e á Namíbia, e; a rodovia EN-280, de sentido oeste-leste, que a liga com a Huíla. Existe ainda a Estrada Provincial Tômbua, a EN-104 (região de Bibala), EN-105 (região de Bibala) e a EN-292, esta última servindo à cidade de Virei, interligando-a com a Huíla.
Outro meio fundamental é o Caminho de Ferro de Moçâmedes, uma via de transporte muito segura que transporta passageiros e cargas no trecho até o Cuando-Cubango, tendo como saída o porto do Namibe (bem como seu terminal especializado, o porto do Saco), a facilidade logística formadora da província.
A província ainda dispõe do Aeroporto Internacional Welwitschia Mirabilis.

## Política e governo
Segue abaixo a lista de administradores, governadores e comissários do Namibe desde 1849:

### Período colonial
- 1849–1851 António Sérgio de Sousa
- 1851–1852 José Herculano Ferreira da Horta
- 1852–1854 Carlos Botelho de Vasconcelos
- 1854–1854 António do Canto e Castro
- 1854–1859 Fernando da Costa Leal
- 1859–1861 António Joaquim de Castro
- 1861–1863 João Jacinto Tavares
- 1863–1866 Fernando da Costa Leal
- 1866–1866 Alexandre de Sousa Alvim Pereira
- 1866–1870 Joaquim José da Graça
- 1870–1871 Estanislau de Assunção e Almeida
- 1871–1876 Lúcio Albino Pereira Crespo
- 1876–1876 Francisco Teixeira da Silva
- 1876–1876 José Joaquim Teixeira Beltrão
- 1877–1878 Francisco Augusto da Costa Cabral
- 1878–1878 Sebastião Nunes da Mata
- 1878–1879 Francisco Ferreira do Amaral
- 1879–1880 Sebastião Nunes da Mata
- 1880–1880 José Bento Ferreira de Almeida
- 1880–1886 Sebastião Nunes da Mata
- 1886–1889 Álvaro António da Costa Ferreira
- 1889–1889 Ventura Duarte Barros da Fonseca
- 1889–1892 Luís Bernardino Leitão Xavier
- 1892–1893 Martinho de Queirós Montenegro
- 1893–1895 Júlio José Marques da Costa
- 1895–1896 João de Canto e Castro Antunes
- 1896–1897 João Manuel Mendonça e Gaivão
- 1897–1897 João Manuel Pereira da Silva
- 1897–1899 Francisco Diogo de Sá
- 1899–1902 José Maria d'Aguiar
- 1902–1902 Sebastião Corrêa de Oliveira
- 1902–1903 João Augusto Vieira da Fonseca
- 1903–1904 Viriato Zeferino Passaláqua
- 1904–1905 José Alfredo Ferreira Margarido
- 1905–1907 José Rafael da Cunha
- 1907–1908 António Maria da Silva
- 1908–1910 Alberto Carolino Ferreira da Costa
- 1910–1910 António Brandão de Mello Mimoso
- 1910–1912 Caetano Carvalhal Corrêa Henriques
- 1912–1914 Henrique Monteiro Corrêa da Silva
- 1914 Jose Monteiro de Macedo
- 1914–1916 Alfredo de Albuquerque Felner
- 1916–1918 José Inácio da Silva
- 1918–1919 António Dias
- 1919–1922 José Manuel da Costa
- 1922–1924 Alberto Nunes Freire Quaresma
- 1924–1926 Artur Silva
- 1926–1928 António Augusto de Sequeira Braga
- 1928–1929 Francisco Martins de Oliveira Santos;
- 1929 Alcino José Pereira de Vasconcelos
- 1929–1930 António Augusto de Sequeira Braga
- 1930–1930 José Maria de Seita Machado
- 1930–1935 José Pereira Sabrosa
- 1956–1960 Vasco Falcão Nunes da Ponte
- 1960–1969 José Luís Henriques de Brito
- 1969–1970 Rogério Augusto de Abreu Amoreira Martins
- 1970–1971 Agostinho Gomes Pereira
- 1971–1975 Amândio José Rogado

### Período pós-independência
| Nome                              | Anos no cargo |
| --------------------------------- | ------------- |
| Amândio José Rogado *             | (2) 1975–1976 |
| António Lopes da Câmara *         | (3) 1976–1978 |
| José Ilídio Chilecasse Manjenje * | (2) 1978–1979 |
| Marcelino Dias *                  | (1) 1979      |
| Rafael Sapilinha Sambalanga *     | (5) 1979–1983 |
| Fernando Faustino Muteka *        | (6) 1983–1988 |
| Domingos José *                   | (3) 1988–1991 |
| Joaquim da Silva Matias *         | (9) 1991–1999 |
| Salomão José Luheto Xirimbimbi    | (4) 1999–2002 |
| Álvaro Manuel de Boavida Neto     | (8) 2002–2009 |
| Cândida Celeste da Silva          | (4) 2009–2012 |
| Isaac Francisco Maria dos Anjos   | (2) 2012–2013 |
| Rui Luís Falcão Pinto de Andrade  | (5) 2013–2017 |
| Carlos da Rocha Cruz              | (3) 2017–     |

- De 1976 a 1991 o nome oficial do cargo foi Comissário Provincial